# إدوارد فرانك
إدوارد فرانك هو قاضي وسياسي وسط أفريقي، ولد في مارس 1934. انتخب رئيس وزراء جمهورية أفريقيا الوسطى (15 مارس 1991 – 4 ديسمبر 1992).